# Komitet Nauk Politycznych Polskiej Akademii Nauk
Komitet Nauk Politycznych Polskiej Akademii Nauk – jednostka organizacyjna Polskiej Akademii Nauk utworzona w 1972. Zakres działania Komitetu obejmuje „naukę o polityce, w szczególności: teoretyczne podstawy nauk politycznych, systemy polityczne i mechanizmy ich funkcjonowania, główne nurty myśli politycznej we współczesnym świecie, przeobrażenia systemu politycznego w Polsce, współczesne stosunki międzynarodowe”. Działalnością Komitetu kieruje 7-osobowe prezydium.

## Historia
Komitet został utworzony w 1972. Jego pierwszym przewodniczącym w latach 1972–1982 był prof. Kazimierz Opałek.

## Skład w kadencji 2020–2023
- Robert Alberski
- Tadeusz Bodio
- Tadeusz Dmochowski
- Stefan Dudra
- Józef Fiszer
- Iwona Hofman
- Janusz Grzegorz
- Mirosław Karwat
- Agnieszka Kasińska-Metryka
- Mariusz Kolczyński
- Artur Laska
- Andrzej Mania
- Ewa Marciniak
- Magdalena Musiał-Karg
- Jarosław Nocoń
- Beata Ociepka
- Agnieszka Pawłowska
- Marek Pietraś
- Andrzej Podraza
- Janusz Ruszkowski
- Anna Skolimowska
- Elżbieta Stadtmuller
- Andrzej Stelmach
- Alicja Stępień-Kuczyńska
- Bogdan Szlachta
- Tadeusz Wallas
- Rober Wiszniowski
- Waldemar Wojtasik
- Radosław Zenderowski
- Arkadiusz Żukowski[3]

## Prezydium Komitetu wybranego w 2011 roku
- Przewodnicząca: Grażyna Ulicka
- Przewodniczący honorowy: Krzysztof Pałecki
- Wiceprzewodniczący: Tadeusz Wallas
- Wiceprzewodniczący: Kazimierz Kik
- Członek Prezydium: Barbara Krauz-Mozer
- Członek Prezydium – Arkadiusz Żukowski
- Sekretarz: Anna Wierzchowska[4]

## Inni członkowie Komitetu wybrani w 2011 roku
1. Janusz Adamowski
2. Roman Bäcker
3. Tadeusz Bodio
4. Andrzej Chodubski
5. Ryszard Czarny
6. Erhard Cziomer
7. Aniela Dylus
8. Stanisław Filipowicz
9. Józef Fiszer
10. Edward Haliżak
11. Jan Iwanek
12. Helmut Juros
13. Mirosław Karwat
14. Bogdan Koszel
15. Roman Kuźniar
16. Teresa Łoś-Nowak
17. Władysław Markiewicz
18. Adam Marszałek
19. Tadeusz Mołdawa
20. Edward Olszewski
21. Henryk Olszewski
22. Hubert Orłowski
23. Marek Pietraś
24. Adam Rotfeld
25. Alicja Stępień-Kuczyńska
26. Stanisław Sulowski
27. Konstanty Adam Wojtaszczyk
28. Arkadiusz Żukowski[5]